# Lourenço Viegas de Ribadouro
Lourenço Viegas de Ribadouro, O Espadeiro (c.1110 - c.1160) foi um rico-homem e militar medieval português que em 1129 exerceu o cargo de alferes-mor daquele que veio a ser o rei D. Afonso Henriques,  tendo-se distinguido durante a Batalha de Ourique em 1139. Em 15 de março de 1147 acompanhou o rei na Conquista de Santarém.

## Primeiros anos
Há ligeiras discrepâncias na identificação dos pais de Lourenço: se por um lado é totalmente aceite que o seu pai foi Egas Moniz, o Aio, sendo aliás o seu primogénito, por outro a identidade da sua mãe é dúbia: para uns foi Dordia Pais de Azevedo, primeira mulher de Egas;[a] para outros foi Teresa Afonso de Celanova, a segunda (para estes a única) mulher daquele.[b]
Deverá ter nascido não muito antes de 1110, tendo porém irmãs que morreram quase um século depois, como é o caso das suas irmãs mais novas, Elvira e Urraca (mortas em 1217 e 1218, respetivamente). Esta grande diferença será o principal justificador para o considerar o filho mais velho.

### A infância com Afonso Henriques
Pouco se sabe sobre a sua infância, embora seja certo que a deve ter partilhado com o infante Afonso de Portugal, filho dos condes Henrique de Borgonha e Teresa de Leão. Isto porque, como prova da maior confiança pelos seus feitos de seu pai, Egas Moniz, até então em defesa do condado, aqueles, para além de lhe doarem Britiande, haviam-lhe confiado o pequeno herdeiro, aquele que um dia viria a suceder a seus pais, para ser educado por ele, recebendo-o desta forma nas suas quintãs de Cresconhe e Britiande.
O infante crescia “em idade e boa índole” por educação do seu Aio, que amiúde lhe deve ter pintado a sujeição em que Portugal ia recuando no caminho da libertação quase conseguida, a dependência cada vez maior dos galegos a que Portugal se sujeitava na pessoa da sua rainha. Lourenço, como companheiro de Afonso, poderá ter vivido de perto esta situação. Aliás, o nobiliário medieval do conde D. Pedro refere que este Lourenço Viegas foi o que amou muito el-rei D. Afonso, primeiro rei de Portugal, não no chamava senão irmão, porque o criara seu pai Egas Moniz, destacando a intimidade e afeto que gozou da parte de Afonso Henriques.

## A luta pela independência, ao lado de Afonso Henriques

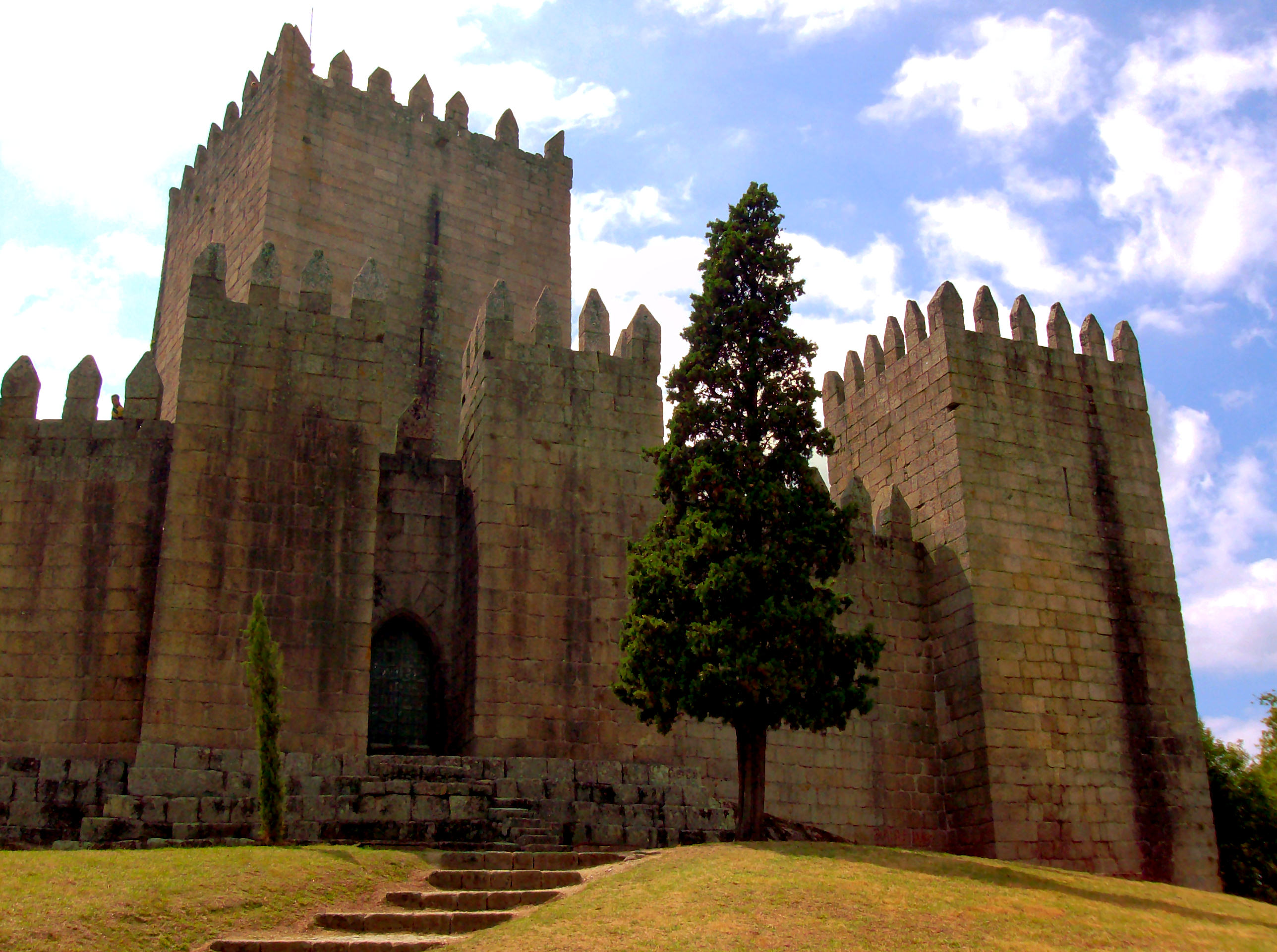
O Castelo de Guimarães, junto ao qual se travou uma das mais importantes batalhas da resistência portuguesa.

A mais flagrante das investidas contra a suserania leonesa dá-se em março (ou inícios de abril) de 1128, forçada pela vinda a Portugal do Imperador Afonso VII em pessoa. Este havia preparado a sua viagem pré-nupcial a Barcelona por mar, para se casar, e desejara uma solução pacífica para o conflito português. Partiu, assim, para o seu destino, do qual não regressaria antes de novembro de 1128, uma vez que entre Barcelona e Leão-Castela se encontrava Aragão, governado pelo padrasto e um dos seus maiores adversários, Afonso O Batalhador.
Os rebeldes aproveitam a ocasião: em maio, estão com Egas Moniz (seu pai) em rebeldia definitiva contra a rainha Teresa. Egas Moniz levantou gentes de armas com que interviria na batalha, que se trava junto ao Castelo de Guimarães, o foco dos revoltosos, no dia de S. João de 1128, batalha que ficaria conhecida como a célebre Batalha de São Mamede. Diz-se que o infante fora batido, e ia fugindo dos campos quando encontra Egas Moniz à testa das suas gentes de armas: ambos vão sobre os “estrangeiros”, que dizem “indignos”, e “esmagam-nos”. Após a ação, Egas acompanha o infante, submetendo resistências a sul do Douro. 
Apesar de lidar com Aragão, nada impediu Afonso VII de combater Portugal: protegendo-se de Aragão, mas pretendendo uma ofensiva na frente ocidental de guerra, trava a “batalha” de Arcos de Valdevez (ou da Veiga da Matança, nome que ainda perdura), provavelmente no final de 1128 ou no início de 1129. Infelizmente, Afonso Henriques não conseguiu conter o avanço do Imperador e retiraram-se para Guimarães com a grande nobreza, que, para além de Lourenço, seu pai e os seus irmãos Ermígio e Rodrigo Viegas, ainda se contavam os seus tios, Mem Moniz de Riba Douro e Ermígio Moniz de Riba Douro e outras personalidades, como os irmãos Gonçalo Mendes de Sousa e Soeiro Mendes de Sousa; Garcia, Gonçalo, Henrique e Oveco Cendones, Egas Gosendes de Baião; Afonso Nunes de Celanova (provável avô materno de Lourenço), e outros, como Garcia Soares, Sancho Nunes, Nuno Guterres, Nuno Soares, Mem Fernandes, Paio Pinhões, Pero Gomes, Mem Pais, Romão Romanes, Paio Ramires, Mem Viegas, e Gueda Mendes.
A situação dos sitiados é precária, mas é uma vez mais o pai de Lourenço que salva a situação: deixa Afonso Henriques atuar com os seus nobres: os irmãos  (Paio, Soeiro e Gonçalo Mendes da Maia); mais tarde seriam conduzidos também por Egas Moniz, que os terá levado com ele para uma negociação de paz com Afonso VII em troca da obediência do infante..

## A corte portuguesa
Logo em 1128, quando Afonso Henriques confirma o foral dado a Guimarães pelos pais, Lourenço era, na verdade, um dos burgueses que comigo suportaram o mal e o sacrifício em Guimarães, cujos privilégios incluíamː nunca dêem fossadeira das suas herdades e o seu haver onde quer que seja esteja a salvo e quem o tomar por mal pague-me 60 soldos e dê, além disso, o haver em dobro ao seu dono.
Exerceu ainda o cargo de alferes-mor da cúria de D. Afonso Henriques, além vários outros cargos políticos e militares na cortes deste monarca, sem no entanto ter dele ficado grandes referências na história. Era tido como um homem poderoso, se não fosse pelos cargos que exerceu, era sem duvida pelas grandes propriedades da família. Tinham propriedades em Braga, em Argeriz, e em outras localidades dos pais e também em Freande, na Galiza.

### A provável alferesia-mor

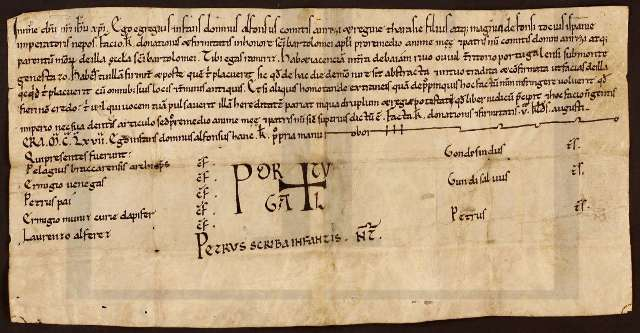
Carta de doação da Igreja de São Bartolomeu de Campelo, na qual, na última linha se pode ler "Laurenzo alferez", que poderá muito provavelmente ser Lourenço Viegas

É motivo de debate a sua idade no ano da batalha de S. Mamede, uma vez que logo após a Batalha, em 1129, surge na documentação um alferes-mor de nome Lourenço. Se nasceu por volta de 1110, é muito provável que tivesse desempenhado este cargo, aliás sendo um dos homens de maior confiança do novo conde. A probabilidade é grande, uma vez que não existe outra forma de interpretar factos da sua vida e da de seus irmãos senão por esta suposição, e pelo facto de que não se conhece em toda esta época um outro nobre com este nome.
Desta forma, a carta de doação, de Afonso Henriques, do Castelo de Soure à Ordem do Templo, datada de 18 de março de 1129 será, assim, a sua primeira aparição na documentação. Mantém-se como alferes a a 1 de julho desse ano numa numa carta de couto a Carvoeiro. Porém, noutra carta de 25 de julho, numa carta de couto a São Salvador da Torre, já aparece somente como Laurentius Venegas, sem a designação do cargo; pareca ainda sê-lo segundo cartas de 1130, mas numa de 20 de julho desse ano já é Fernão Peres Cativo quem ocupa esse cargo, sendo que a 20 de setembro de 1130 volta a surgir apenas com o nome.
Em março de 1135, numa doação ao arcebispo de Braga em “terra” de Neiva, surge como senhor de Neiva, senhorio esse talvez herdado do pai. Porém nessa altura a terra estava sob jurisdição dos Velhos, uma vez que naquela mesma data aparece ao lado de Lourenço o conde de Neiva Nuno Soares Velho. Verificando-se a sucessão da rico-homia, não se explica a presença de Lourenço neste local. Em 1132 aparece pela primeira vez casado com Maria Gomes, filha de Gomes Nunes de Pombeiro, e dispondo de bens no litoral onde ficam Neiva, Faria, etc. 

### No campo de batalha

#### Na Batalha de Ourique

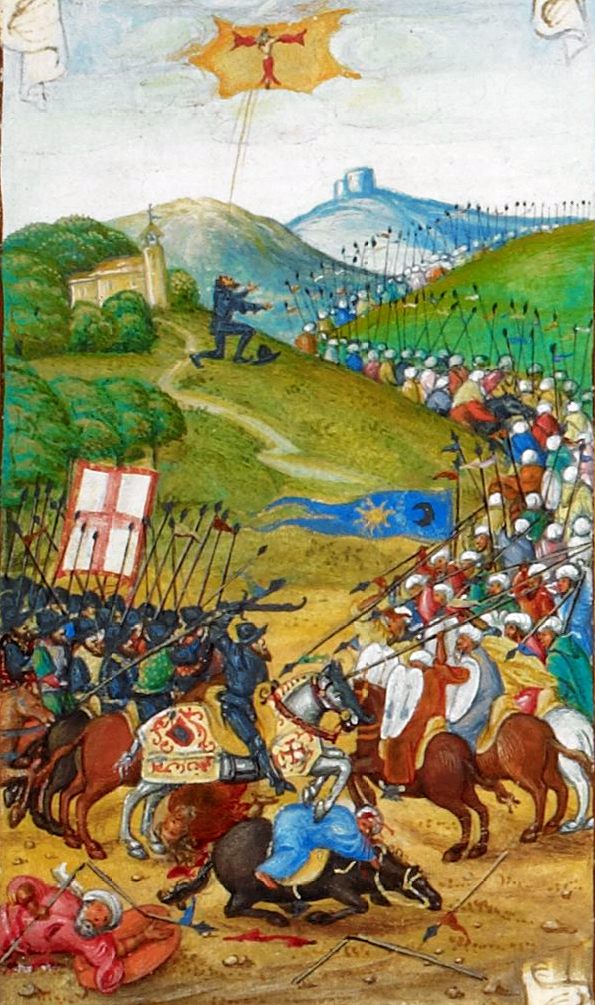
Representação da Batalha de Ourique na Genealogia dos Reis de Portugal

É provável que este fidalgo tenha entrado na Batalha de Ourique, como procurador do rei ou como seu coadjuvante, embora não haja documentação para confirmar este facto. A retaguarda da batalha teria sido dada a Lourenço e ao seu cunhado, Gonçalo Mendes de Sousa. É também crível (embora não documentada) a realização de um congresso após a batalha, na igreja de Almacave, onde Lourenço terá intervindo, dizendo:
| “ | Fez-vos juntar aqui el-rei D. Afonso, o qual levantastes no campo de Ourique, para que vejais as letras do Santíssimo Padre e digais se quereis que ele seja rei; e se assim é a vossa vontade, dai-lhe a insígnia real. | ” |

Colocada a coroa dos reis godos na cabeça do príncipe por mão do arcebispo de Braga, feitas as leis sobre a herança e a sucessão do reino, voltaria Lourenço a erguer-se:
| “ | Quereis fazer leis da nobreza e da justiça? | ” |

Feitas essas leis, perguntou novamente:
| “ | Quereis que el-rei nosso senhor vá às cortes de el-rei de Leão, ou lhe dê tributo ou a alguma pessoa, tirando ao senhor Papa que o confirme no reino? | ” |

E todos de espada alçada teriam proclamado a independência de Portugal e do seu rei. Em 1139, Lourenço Viegas é um dos quinze nobres que confirmam o documento, o que auxilia a compreender o seu papel na reunião de Almacave, seja qual for a data, tipo ou fins verdadeiros da reunião.

#### A Conquista de Santarém
Segundo uma memória do Mosteiro de Santa Cruz de Coimbra, Afonso Henriques passeava nos campos do Arnado, perto de Coimbra, com os seus vassalos que lhe eram mais próximos: Gonçalo Mendes de Sousa, Pedro Pais da Maia e ele, Lourenço Viegas. A fonte conta que o rei terá revelado a estes o segredo das suas intenções de conquista da vila de Santarém. Esta proposta foi encorajada por eles, que o terão provavelmente acompanhado de perto na conquista da cidade.

## A morte do pai e a herança
Entre 1146 e 1154, Lourenço desaparece da corte: a 3 de agosto de 1146 o pai havia falecido e provavelmente encontrava-se ausente a dividir bens com os irmãos e a mãe. A Lourenço passaram os cargos curiais (tenente de Lamego, sendo aí sucedido pelo irmão Soeiro), o título de “conde” e senhor de Neiva e ajudante na governação do reino, bem como a honra de Fonte Arcada (composta por cinco freguesias atuais nos concelhos de Moimenta da Beira e Sernancelhe), a grande honra de S. Eulália (com a vila de Cinfães) e parte da honra de Argeriz (no atual concelho de Tarouca), entre outros bens. Ao irmão, Soeiro ficaram as honras de Vila Cova, Fontelo, etc.; a Afonso Viegas Moço as honras de Resende, Alvarenga, Lumiares, etc.; a Elvira, a honra de Britiande; a Dórdia, a honra de Lalim; a Urraca, a honra de Mezio. Aos restantes irmãos o pai dividira os restantes bens por igual..
Nenhum membro da família voltaria a aparecer na corte até 1147, mas não era esse o caso de Lourenço: ocupado no governo das suas terras no Ribadouro que o pai lhe deixara, só surgiria de novo em 1154. A provar o seu árduo trabalho nas terras do pai está a carta de foro ou de povoação que concede, como tenente da terra, a Paços (em Armamar), em 1152. 
Em 1154, surge na corte a confirmar o foral de Sintra. Em 1155, vende ao mosteiro de Salzedas a parte que herdara do pai no couto de Argeriz, declarando-se filho de Teresa Afonso, a fundadora do mosteiro. A última aparição na documentação curial, e também a última pista deste prócere é uma confirmação da doação régia do Rabaçal ao Mosteiro de S. Cruz de Coimbra, de 9 de abril de 1160.
A sua alcunha relaciona-se com os feitos de guerra que terá praticado e com a habilidade que tinha com a espada, que no entanto não o terá impedido de morrer num combate com os mouros na fronteira de Évora por volta de 1160. Foi criado com o rei desde menino visto o seu pai ter sido o aio de D. Afonso Henriques.

## Morte e posteridade
Constam notícias antigas de que Lourenço Viegas teria falecido numa lide contra os Mouros na fronteira de Évora, mas não se aponta documentação sobre ela. Todavia sabe-se que em 1162 os cristãos de Santarém se apoderaram de Beja (segundo um documento, no entanto, diz que foi Geraldo sem Pavor), e que Geraldo sem Pavor tomou Évora em 1165, o que prova que à morte de Lourenço os cristãos estavam ativos belicamente nas zonas de Évora e Beja, sendo bastante aceitável que, com 50 anos (não idoso ainda), Lourenço tivesse encontrado a morte numa luta cristã sobre as terras de Mouros de além-Tejo.

### Sepultamento
Também se diz que foi sepultado na igreja de S. Brás de Vila Real (Trás-os-Montes), mas o facto deve ser resultado de aí ter existido um túmulo com uma espada e dois crescentes esculpidos na tampa, e de Lourenço se ter apelidado O Espadeiro. Mas, se foi sepultado no Norte, fará mais sentido pensar no Mosteiro de Salzedas como o mais provável local de sepultamento.

### Posteridade
Sabe-se que em 1165 já havia falecido, uma vez que nesse ano, a sua mãe, Teresa Afonso, faz uma doação com todos os filhos vivos e os herdeiros dos já falecidos. Lourenço não surge no documento, nem o seu filho Egas Lourenço Coelho, visto que era bastardo e não podia aparecer como herdeiro da avó. Estas pistas levam a crer que Lourenço deverá ter falecido entre 1160 e 1165..

## Casamento e descendência
Casou com Maria Gomes, filha de Gomes Nunes de Pombeiro, de quem não teve descendência.  No entanto teve de uma senhora de nome Ourtigueira dois filhos;
- Egas Lourenço Coelho,[1] foi o primeiro que tomou o sobrenome de Coelho.[10] Casou com Mor Mendes de Penagate,[10] senhora de Penagate e filha de Mem Moniz de Penagate.
- Martim Viegas[2]